# Труханів
Труха́нів — село в Україні, в Стрийському районі Львівської області. Населення становить 1761 осіб.

## Географія
У селі потік Любоватний впадає у річку Тишівницю.

## Історія
Перша письмова згадка про село належить до 1576 р. В цей період Труханів був коронним селом у складі Стрийського староства в однойменному повіті Перемишльської землі.

## Населення
Згідно з переписом УРСР 1989 року чисельність наявного населення села становила 1786 осіб, з яких 874 чоловіки та 912 жінок.
За переписом населення України 2001 року в селі мешкало 1760 осіб. 100 % населення вказало своєю рідною мовою українську.